# NBC kup
NBC kup je godišnje natjecanje europskih klubova u kuglanju klasičnim načinom, a organizira ga sekcija za kuglanje klasičnim načinom Svjetske kuglačke asocijacije (WNBA-NBC, eng. World Ninepin Bowling Association – Ninepin Bowling Classic). Igra se od 2002. godine.

## Prvaci i doprvaci
| godina | mjesto završnice | pobjednik               | drugoplasirani                     |
| ------ | ---------------- | ----------------------- | ---------------------------------- |
| 2002.  | Schkopau         | Rudar Trbovlje          | CFR Cluj                           |
| 2003.  | Sarajevo         | Zadar                   | ICMRS Galati                       |
| 2004.  | Novi Sad         | ESV Ravensburg          | ICMRS Galati                       |
| 2005.  | Maglaj / Teslić  | Elöre SC Budimpešta     | ESV Leoben                         |
| 2006.  | Zalaegerszeg     | Inter Pretila           | Rudar Trbovlje                     |
| 2007.  | Augsburg         | Köszolg SC Kiskunhaas   | Poštanska Štedionica Beograd       |
| 2008.  | Zagreb           | Olympia Mörfelden       | Adrianeon Rijeka                   |
| 2009.  | Apatin           | Viktoria 1947 Bamberg   | Ferencvarasi Torna Club Budimpešta |
| 2010.  | Split            | Novska                  | Borac Integral Banja Luka          |
| 2011.  | Skoplje          | Konikom Osijek          | Grmoščica Zagreb                   |
| 2012.  | Banja Luka       | Zaprešić                | Partizan Beograd                   |
| 2013.  | Augsburg         | Neumarkt Imperial Life  | Makpetrol Skoplje                  |
| 2014.  | Öhringen         | Neumarkt Imperial Life  | Medveščak 1958 Zagreb              |
| 2015.  | Ritzing          | Viktoria 1947 Bamberg   | Repcelaki SE                       |
| 2016.  | Ritzing          | Repcelaki SE            | Konstruktor Maribor                |
| 2017.  | München          | KC Schwabsberg          | SKC Staffelstein                   |
| 2018.  | Apatin           | SKC Staffelstein        | Beograd                            |
| 2019.  | Slavonski Brod   | Chambtalkegler Raindorf | Zalaegerszegi TE                   |

## Unutrašnje poveznice
- NBC kup za žene
- Liga prvaka
- Svjetski kup
- Europski kup
- WNBA-NBC  Arhivirana inačica izvorne stranice od 27. veljače 2014. (Wayback Machine)

## Vanjske poveznice
- wnba-nbc.de  Arhivirana inačica izvorne stranice od 6. lipnja 2017. (Wayback Machine)